# Gaius Claudius Marcellus (Konsul 49 v. Chr.)
Gaius Claudius Marcellus (* spätestens 92 v. Chr.) war ein römischer Politiker der späten Republik und einer der Konsuln des Jahres 49 v. Chr.
Er war Sohn und Enkel eines Marcus. Sein Vater war wohl Marcus Claudius Marcellus, Ädil im Jahr 91 v. Chr. Marcus Claudius Marcellus (Konsul 51 v. Chr.) war vermutlich sein älterer Bruder. Gaius Claudius Marcellus ist nicht zu verwechseln mit seinem gleichnamigen Cousin, dem Konsul des Jahres 50 v. Chr.
Zu Beginn der Amtszeit von Marcellus und seinem Kollegen Lucius Cornelius Lentulus Crus brach der Bürgerkrieg zwischen Gaius Iulius Caesar und der Senatsmehrheit unter Führung des Pompeius aus. Marcellus, ein Gegner Caesars, verließ im Januar 49 v. Chr. Rom, hob Truppen aus, mit denen er im folgenden März nach Griechenland übersetzte. Flavius Josephus erwähnt in seinem Werk Jüdische Altertümer die Konsuln Lentulus und Marcellus mit dem vom September 49 v. Chr. ergangenen Beschluss, der die Kriegsdienstbefreiung von Juden mit römischen Bürgerrecht in der Provinz Asia verfügte. Marcellus kommandierte 48 v. Chr. Flotteneinheiten des Pompeius. Nach diesem Jahr wird er nicht mehr erwähnt.